# ديفيد هود
ديفيد هود (بالإنجليزية: David Hood)‏ هو عازف غيتار بيس أمريكي، ولد في 21 سبتمبر 1943 في شفيلد في الولايات المتحدة.

## وصلات خارجية
- ديفيد هود على موقع IMDb (الإنجليزية)
- ديفيد هود على موقع ميوزك برينز (الإنجليزية)
- ديفيد هود على موقع أول ميوزيك (الإنجليزية)
- ديفيد هود على موقع ديسكوغز (الإنجليزية)
- ديفيد هود على موقع قاعدة بيانات الفيلم (الإنجليزية)